# علف‌های هرز (فیلم ۱۳۵۵)
علف‌های هرز فیلمی به نویسندگی و کارگردانی فرزان دلجو و امیر مجاهد محصول سال ۱۳۵۵ است.

## بازیگران
- فرزان دلجو
- آیلین ویگن
- آرمان
- شهرام شب‌پره
- محراب شاهرخی
- جلال پیشواییان

## خلاصه داستان
سیامک و اسی از راه دزدی گذران می‌کنند. سیامک، که به خدمت سربازی احضار شده، از پادگان می‌گریزد. استوار خوش‌اخلاق، که دوست پدر سیامک بوده‌است، درصدد است تا سیامک را به خدمت نظام بازگرداند. اسی و سیامک در خانهٔ دوست شان ممل، که در پمپ بنزین کار می‌کند و در همسایگی استوار است، ساکن می‌شوند. سیامک دل در گرو بهار، دختر استوار، می‌بندد و پس از مرگ اسی، بر اثر ابتلا به سرطان مغز، با بهار ازدواج می‌کند و به خدمت نظام می‌رود. مردی به نام کاظم، که با سیامک خصومت دیرین دارد، به دروغ، به بهار اطلاع می‌دهد که سیامک در تصادف اتومبیل کشته شده‌است. بهار خودکشی می‌کند. وقتی سیامک دورهٔ نظام را تمام می‌کند، پس از اطلاع خودکشی بهار، رد کاظم را می‌گیرد و او را به قتل می‌رساند، و خود به دست یکی از دوستان کاظم از پا در می‌آید.

## تولید
آغاز تولید فیلم در سال ۱۳۵۵ در «سازمان سینمایی مشعل» متعلق به آرمان هوسپیان .
مدت فیلمبرداری: ۸ ماه